# ناحیه آرمادا، میشیگان
ناحیه آرمادا (به انگلیسی: Armada Township) یک منطقهٔ مسکونی در ایالات متحده آمریکا است که در شهرستان مکم، میشیگان واقع شده‌است.
 ناحیه آرمادا ۹۴٫۵ کیلومتر مربع مساحت و ۵٬۲۴۶ نفر جمعیت دارد و ۲۳۶ متر بالاتر از سطح دریا واقع شده‌است.